# Pękacz
Pękacz (310 m) – wzniesienie pomiędzy miejscowościami Aleksandrowice, Kleszczów i Burów w województwie małopolskim. Pod względem geograficznym znajduje się na Garbie Tenczyńskim (część Wyżyny Krakowsko-Częstochowskiej) w obrębie Tenczyńskiego Parku Krajobrazowego.
Południowo-zachodnie, porośnięte lasem zbocza Pękacza opadają do Doliny Aleksandrowickiej i Wąwozu Kleszczowskiego, wschodnie do wąwozu Zbrza oddzielającego Pękacza od Winnej Góry. Zbocza północno-wschodnie to bezleśna, równa i pokryta polami uprawnymi wierzchowina Garbu Tenczyńskiego. W jej obrębie znajduje się najwyższy punkt Pękacza. Część północna to znów lasy otaczające wąwóz Zbrza.